# Fiona Hayvice
Fiona Hayvice est une athlète néo-zélandaise née le 16 décembre 1975. Spécialiste de l'ultra-trail, elle a remporté le Tarawera Ultramarathon en 2016.

## Résultats
| no  | féminin           | Course                 | Longueur | Départ         | Temps            |
| --- | ----------------- | ---------------------- | -------- | -------------- | ---------------- |
| 17e | Médaille d'or     | Tarawera Ultramarathon | 100 km   | 6 février 2016 | 10 h 34 min 26 s |
| 24e | Médaille d'argent | Ultra-Trail Australia  | 100 km   | 14 mai 2016    | 11 h 33 min 13 s |